# Way to Blue
Way to Blue é um álbum/ coletânia musical que reúne os três discos oficiais de Nick Drake juntmanete a algumas versões alternativas já lançadas em seu outro álbum de compilações: Time of No Reply . Em setembro de 1999, registraram-se cem mil cópias vendidas.

## Faixas
Todas compostas por Nick Drake
1. "Cello Song" – 4:45
2. "Hazey Jane I" – 4:28
3. "Way to Blue" – 3:09
4. "Things Behind the Sun" – 3:56
5. "River Man" – 4:20
6. "Poor Boy" – 6:06
7. "Time of No Reply" – 2:44
8. "From the Morning" – 2:30
9. "One of These Things First" – 4:50
10. "Northern Sky" – 3:44
11. "Which Will" – 2:56
12. "Hazey Jane II" – 3:44
13. "Time Has Told Me" – 4:25
14. "Pink Moon" – 2:03
15. "Black Eyed Dog" – 3:25
16. "Fruit Tree" – 4:45

Nick Drake canta e toca violão em todas as faixas.

## Músicos
- Robert Kirby (arranjos)
- Richard Thompson (guitarra)
- John Cale (órgão, viola)
- Chris McGregor (piano)
- Paul Harris (piano)
- Dave Pegg (baixo)
- Ed Carter (baixo)
- Mike Kowalski (bateria)
- Rocky Dzidzornu (conga)
- Doris Troy (vocal de apoio)
- P.P. Arnold (vocal de apoio)
- Patrick Arnold (vocal de apoio)
- Ray Warleigh (saxofone)

1. ↑  «Nick Drake – Way To Blue (conj.) | fmstereo». www.profelectro.info. Consultado em 30 de julho de 2025. Cópia arquivada em 6 de dezembro de 2024
2. ↑  «A sensibilidade de Nick Drake – SCREAM & YELL». 2 de outubro de 2011. Consultado em 30 de julho de 2025
3. ↑  «BBC Four - The Songs of Nick Drake: Way to Blue». BBC (em inglês). Consultado em 30 de julho de 2025
4. 1 2  «Nick Drake: Way To Blue: An Introduction To Nick Drake : Music Reviews : Rolling Stone». www.rollingstone.com. Consultado em 30 de julho de 2025. Cópia arquivada em 1 de outubro de 2007
5. ↑  Wiseman-Trowse, Nathan (15 de outubro de 2013). Nick Drake: Dreaming England (em inglês). [S.l.]: Reaktion Books. Consultado em 30 de julho de 2025